# Lobster Johnson
Lobster Johnson é um personagem fictício da série de quadrinhos Hellboy e da B.P.R.D., criado por Mike Mignola e publicado pela Dark Horse Comics. 
Dentro do universo de Hellboy, Lobster Johnson era um vigilante que trabalhava em segredo, em Nova Iorque durante os anos 1930. Embora o público acredite que Lobster era apenas o herói de quadrinhos e seriados, era realmente um homem que enfrentou bandidos, bem como ameaças paranormais. Lobster tinha uma reputação violenta, como matar mafiosos e queimando sua marca símbolo de garra de lagosta em sua testa com a palma da sua mão enluvada. Este comportamento foi semelhante ao do herói Night Raven da Marvel UK, eo herói da revista pulp The Spider.  